# Uptime
uptime — утилита в UNIX-подобных системах, показывающая текущее время, время работы после загрузки, количество текущих пользователей в компьютерной системе и нагрузку за последние 1, 5 и 15 минут.
```
 
$
 
uptime

 
21
:36:17
 
up
 
1711
 
days,
  
6
:39,
  
2
 
users,
  
load
 
average:
 
0
.09,
 
0
.16,
 
0
.20

```

Зачастую используется для измерения надёжности и стабильности операционной системы, отображая время, которое компьютер работает без сбоев или необходимости перезагрузки в целях администрирования или обслуживания. В то же время, высокий uptime может означать небрежность, так как многие критические обновления требуют перезагрузки.
Уровень загрузки отображается в виде так называемого LA — числа процессов, ожидающих своей очереди на выполнение. Это число позволяет оценить общую нагрузку на систему и не имеет прямого отношения к загрузке процессора.

## Windows
В Windows начиная с версии Windows NT 4.0 Service Pack 4 тоже есть программа с таким названием. Кроме того, стандартная утилита systeminfo, помимо других данных, тоже отображает время работы операционной системы.